# AG Большого Пса
AG Большого Пса (лат. AG Canis Majoris) — двойная затменная переменная звезда типа Алголя (EA) в созвездии Большого Пса на расстоянии приблизительно 8037 световых лет (около 2464 парсеков) от Солнца. Видимая звёздная величина звезды — от +15m до +13,9m. Орбитальный период — около 2,6726 суток.

## Характеристики
Первый компонент — жёлто-белая звезда спектрального класса F4.